# Adelicia Acklen
Adelicia Hayes Franklin Acklen Cheatham (Nashville, 15 de marzo de 1817-Nueva York, 4 de mayo de 1887) fue una plantadora y comerciante de esclavos estadounidense. Se convirtió en la mujer más rica de Tennessee y propietaria de plantaciones tras la muerte de su primer esposo, Isaac Franklin, en 1846, quien como próspero comerciante de esclavos, había utilizado su fortuna para comprar numerosas plantaciones, tierras y esclavos en Tennessee y Luisiana.
En 1880, Acklen vendió cuatro plantaciones contiguas en Luisiana como una sola propiedad. Estas han formado los terrenos de la Penitenciaría Estatal de Luisiana (también conocida como «Angola» por el nombre de una de las plantaciones) desde 1901.
Cuando se casó con su segundo marido, Joseph Alexander Smith Acklen, Adelicia Acklen construyó la Mansión Belmont en Nashville, Tennessee. Vendió la propiedad en 1887; se convirtió en escuela para niñas y, posteriormente, en un campus universitario. Actualmente funciona como museo en el centro de lo que hoy se conoce como la Universidad Belmont.

## Primeros años de vida
Adelicia Hayes nació en Nashville, Tennessee. Sus padres eran norteños: su padre era Oliver Bliss Hayes, abogado y posteriormente ministro presbiteriano de South Hadley (Massachusetts). Era pariente de Rutherford B. Hayes, 19.º presidente de los Estados Unidos entre 1877 y 1881. Su madre era Sarah Clements (Hightower) Hayes. Vivían en Rokeby, Nashville, nombre que ahora da nombre a un barrio.

## Vida adulta

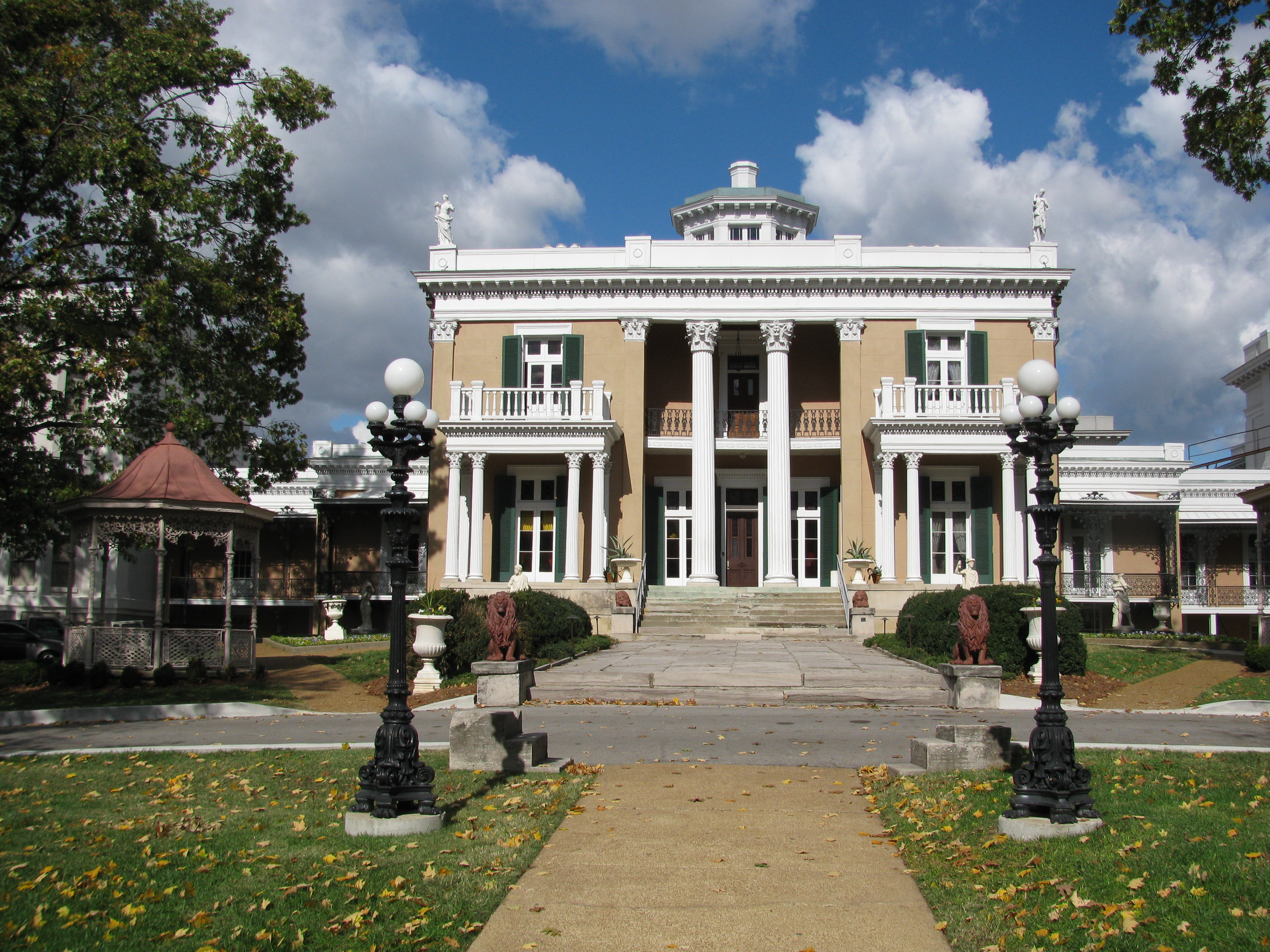
La mansión Belmont.

En 1839, a los 22 años, Hayes se casó con Isaac Franklin, un rico y prominente comerciante de esclavos y plantador de 50 años. En 1841, comenzó a dedicarse por completo a sus plantaciones, principalmente en Luisiana. La pareja tuvo cuatro hijos: Victoria (1840-1846), Adelicia (1842-1846), Julius Caesar (1844-1844) y Emma Franklin (1844-1855), ninguno de los cuales sobrevivió a la primera infancia.

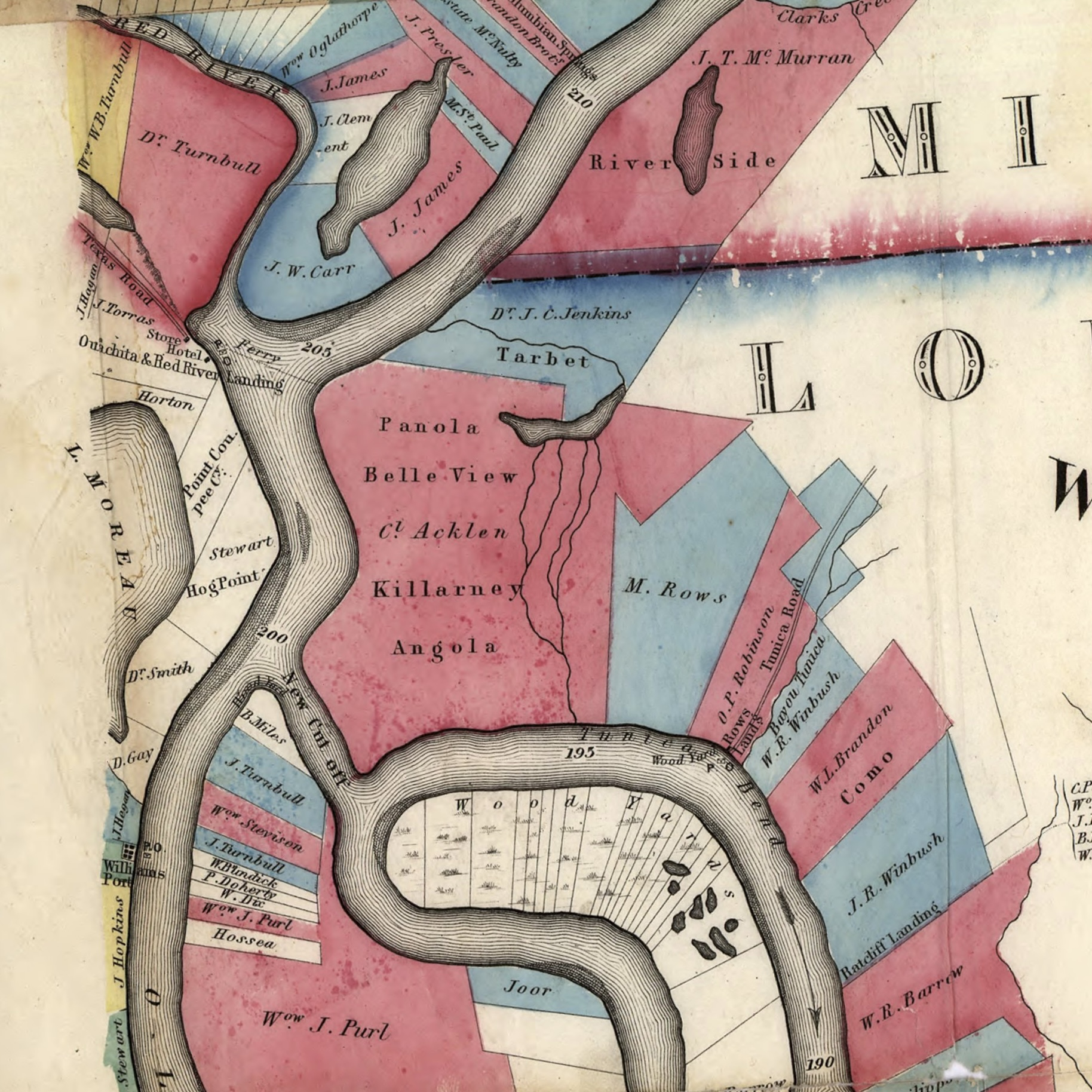
Mapa de las plantaciones de Panola, Belle View, Killarney y Angola de Acklen en Luisiana en 1858.

En 1846, Franklin murió y Adelicia Franklin heredó la plantación Fairvue en Gallatin (Tennessee); 8700 acres (35 km²) en cuatro plantaciones de algodón en Luisiana; más de 50 000 acres (202 km²)  de tierra no urbanizada en Texas; acciones y bonos, y 750 afroamericanos esclavizados, que tenían un alto valor en el Sur. La viuda Franklin se convirtió en la mujer más rica de Tennessee.
En 1849, la viuda Franklin se casó por segunda vez con Joseph Alexander Smith Acklen (1816-1863). Juntos, construyeron la Mansión Belmont en las afueras de Nashville para usarla como residencia de verano, con jardines y un zoológico. Tuvieron seis hijos; dos hijas murieron jóvenes, Laura (1852-1855) y Corinne (1852-1855). Los demás se dedicaron a la política y formaron familias: Joseph H. Acklen (1850-1938) se convirtió en político y se desempeñó como Representante de los Estados Unidos por Luisiana; William Hayes Ackland (1855-1940) fue abogado, escritor y coleccionista de arte; Claude M. Acklen (1857-1920) y Pauline (1859-1931) que se casó con un Sr. Lockett.
Joseph A. S. Acklen falleció en 1863. Posteriormente, Adelicia Acklen se casó con el Dr. William Archer Cheatham (1820-1900), médico y director del Manicomio Estatal de Tennessee. Su padre, Richard Cheatham (1799-1845), había sido representante de los Estados Unidos por Tennessee durante un mandato. Pero Acklen pronto se sintió insatisfecha con este matrimonio y se mudó a Washington D. C.. Allí vivió en el número 1776 de Massachusetts Avenue.
En 1887, Acklen Cheatham vendió la Mansión Belmont en Nashville. Posteriormente, se utilizó como academia femenina y luego para el Ward-Belmont College (que con el tiempo se convirtió en la Universidad Belmont).
Acklen había arrendado y vendido las plantaciones de Luisiana en 1880. En 1901, el estado compró cuatro de ellas, incluyendo la conocida como Angola. Este se convirtió en el apodo de la Penitenciaría Estatal de Luisiana que se construyó en estas tierras, donde los presos cultivaban los campos para obtener cultivos básicos y de subsistencia.

## Muerte
Acklen murió en un viaje de compras en la ciudad de Nueva York el 4 de mayo de 1887, a la edad de setenta años. Fue enterrada en el cementerio Mount Olivet en Nashville, Tennessee.